# 香港學科測驗
香港學科測驗（英語：Hong Kong Attainment Test，HKAT，簡稱學科測驗、AT），是教育局評核學校學生整體質素的統一考試。現時只有中學一年級生需參與中一入學前香港學科測驗（英語：Pre-Secondary One Hong Kong Attainment Test）。

## 沿革
香港學科測驗最初設立時，所有小學三年級、小學五年級、中學一年級及中學三年級均須參予這次測驗。測驗成績用作評核學校學生的整體質素，分析教學成效，而非評核個別學生的質素，因此成績對考生本身並無任何直接影響。
設立香港學科測驗的目的，是協助教師評估學生在中文、英文及數學的學習成效，據此制定教學指摽及設計教學計劃，並協助學生了解學習進度和成果，據此設定學習目標。2004年教育統籌局推出全港性系統評估，取代香港學科測驗原有功能，只有中學一年級的香港學科測驗獲保留，改革成「中一入學前香港學科測驗」。

## 中一入學前香港學科測驗
在「中一入學前香港學科測驗」推出之前，以往中學一年級的香港學科測驗，通常會被中學安排在剛收取新生的時候進行，目的通常是進行編班之用，故被俗稱為「編班試」。
2005至2007年度起，當時教育統籌局修訂香港中學學位分配辦法。其中一個改變是採用「中一入學前香港學科測驗」的成績，調整中一新生的所屬小學其後校內呈分試的成績，以得到更近期數據調整學生的校內考試成績為全港學生成績在統一派位階段使用。中一入學前香港學科測驗的成績每兩年(雙數年)取樣一次，當年的所有小六升中一學生必須應考，並取最近兩屆的成績。
以雙數A年9月入讀中學一年級的學生為例，其統一派位受到A-2年7月及A-4年7月的中一入學前香港學科測驗所調整，而這學生在A年7月中一入學前香港學科測驗成績則會用作調整A+1至A+4年所屬小學參與統一派位的校內呈分試成績。至於單數B年9月入讀中學一年級的學生，其統一派位受到B-1年7月及B-3年7月的中一入學前香港學科測驗所調整，而這學生在B年7月註冊中一入學前香港學科測驗則不會抽取作調整用途。
雖然測驗成績並不影響已入讀中學的考生，但由於成績會影響考生所屬小學的排名及該學生於中學一年級被分發到哪一班別，故大部份小學在中一派位期間仍會操練有關學生，希望提升其後學生的組別及學校的形象。

## 外部連結
- 中一入學前香港學科測驗 - 教育局 （页面存档备份，存于）